# Angelika Schafferer
Angelika Schafferer (* 27. Jänner 1948 in Rinn) ist eine ehemalige österreichische Rennrodlerin.
Zu Beginn ihrer Karriere war Schafferer im Naturbahnrodeln aktiv. Sie wurde 1968 Österreichische Staatsmeisterin und gewann 1970 den Europapokal. Im Jahr 1971 folgte der erste österreichische Meistertitel auf der Kunstbahn, den sie von 1973 bis 1981 weitere sechs Mal in Folge gewann (von 1974 bis 1976 wurden keine Meisterschaften ausgetragen). Schafferer nahm von 1972 bis 1980 dreimal an Olympischen Winterspielen teil: 1972 wurde sie in Sapporo Elfte, 1976 in Innsbruck Achte und 1980 in Lake Placid Siebente. 1978 gewann Schafferer die Bronzemedaille bei den Weltmeisterschaften im Rennrodeln in Imst. Es blieb die einzige Medaille bei Großereignissen in ihrer Karriere, doch dominierte die Tirolerin zu Beginn des neu eingeführten Weltcups diesen Wettbewerb und gewann ihn dreimal in Folge (1979, 1980 und 1981). Tiroler Meisterin war sie sechsmal (1971, 1974, 1976–1978 und 1981).
Schafferers Großnichten Madeleine und Selina Egle sind ebenfalls Rennrodlerinnen.

## Erfolge
Weltcupsiege Einsitzer
| Nr. | Datum         | Ort        | Bahn                                  |
| --- | ------------- | ---------- | ------------------------------------- |
| 1.  | 18. Feb. 1979 | Innsbruck  | Olympia Eiskanal Igls                 |
| 2.  | 4. März 1979  | Winterberg | Bobbahn Winterberg                    |
| 3.  | 7. Dez. 1979  | Innsbruck  | Kunsteisbahn Bob-Rodel Igls           |
| 4.  | 9. März 1980  | Königssee  | Kombinierte Kunsteisbahn am Königssee |
| 5.  | 18. Jan. 1981 | Olang      | Bobbahn Olang                         |